# Agenzia Scacciamostri
Prof. Van Der Groot, Agenzia Scacciamostri (conosciuta anche con il titolo di Agenzia Scacciamostri) è una serie di fantascienza scritta e disegnata da Marcello Toninelli e pubblicata sul periodico Il Giornalino. Ha esordito nel 1991, sul n. 19, ed è proseguita, con cadenza irregolare, fino al 1996. La stessa rivista ha poi ripubblicato vari episodi della serie.

## Trama
Il Professor Van Der Groot, scienziato olandese dal bizzarro look, ha teorizzato un fenomeno di "curvatura" dello spazio e studia l'esistenza di portali che mettono in contatto pianeti tra di loro lontani. Con il suo assistente Pico, un topo antropomorfo alieno, piombato sulla Terra proprio tramite uno di questi portali, ha fondato l'Agenzia Scacciamostri. I due intervengono ogni volta che un qualche alieno giunge sul nostro pianeta, cercando di limitare i danni ed aiutandolo a tornare a casa sano e salvo. La serie è composta per lo più da episodi auto conclusivi. Solo in rare occasioni la trama si è dipanata per più episodi.

## Personaggi
- Professor Van Der Groot: scienziato fondatore dell'Agenzia Scacciamostri. Ha teorizzato la curvatura dello spazio e ha messo a punto un apparecchio portatile in grado di rilevare l'apertura di portali fra vari pianeti e di individuarne la posizione. La sua fisionomia nasce come prova grafica di Lord H. G. Wells, personaggio ricorrente della serie Dylan Dog. Lo stesso Tiziano Sclavi, creatore dell’indagatore dell’incubo, ha concesso a Toninelli la possibilità di utilizzarlo[1].
- Pico: alieno dall'aspetto di un topo antropomorfo, giunto sulla Terra casualmente tramite un varco apertosi sulla sua strada mentre stava facendo jogging. Grazie a ciò è sopravvissuto alla distruzione del suo pianeta, esploso poco dopo. Ricopre il ruolo di assistente di Van Der Groot e sul campo si occupa di trasportare l'apparecchiatura per rilevare i portali. Colto, è solito commentare le varie situazioni con massime e aforismi di scrittori classici e filosofi.

## Pubblicazione
La serie è stata pubblicata dalle Edizioni San Paolo sulla rivista Il Giornalino. La storia "Gli uomini ragno" è poi stata ristampata su Super G n. 5/2015, sempre delle Edizioni San Paolo. L'etichetta indipendente Foxtrot fondata da Toninelli ha pubblicato un volume con 6 episodi.

### Edizioni San Paolo
| Titolo                          | Il Giornalino n. | anno |
| ------------------------------- | ---------------- | ---- |
| Sotto i raggi della luna piena  | 19               | 1991 |
| Nessie superstar                | 20               | 1991 |
| Il ritorno del Minotauro        | 22               | 1991 |
| C'era una porta al West         | 24               | 1991 |
| L'invasione dei mangiametallo   | 26               | 1991 |
| Yeti per un giorno              | 36               | 1991 |
| Non aprite quel frigo           | 40               | 1991 |
| Pico nel mondo delle meraviglie | 7                | 1992 |
| Il re nella giungla             | 11               | 1993 |
| Minaccia crescente              | 14               | 1993 |
| Trogloditi in città             | 15               | 1993 |
| La clinica dell’errore          | 16               | 1993 |
| Varco al centro della Terra     | 17               | 1993 |
| Una giornata al luna park       | 20               | 1993 |
| Botte dell’altro mondo          | 39               | 1993 |
| L’aliena bianca                 | 49               | 1993 |
| Avventura su Krumian            | 1                | 1994 |
| Ma che divinità d’Egitto!       | 4                | 1994 |
| Guardie e ladri                 | 6                | 1994 |
| Assi dell'aria                  | 7                | 1994 |
| la minaccia del trasformatore   | 14               | 1994 |
| La regina degli Aztechi         | 17               | 1994 |
| Theo per due                    | 44               | 1994 |
| L’attacco dei robot             | 9                | 1994 |
| I magnifici 6                   | 2                | 1995 |
| Superiore e inferiore           | 6                | 1995 |
| Un mondo preistorico            | 21               | 1995 |
| Zanne nella foresta             | 29               | 1995 |
| I mostri del deserto            | 41               | 1995 |
| Minaccia dal cielo              | 45               | 1995 |
| Il popolo delle palafitte       | 50               | 1995 |
| Le cinque prove                 | 5                | 1996 |
| L’appetito vien dal varco       | 7                | 1996 |
| Due al cubo                     | 10               | 1996 |
| Gli uomini ragno                | 21               | 1996 |
| Torna a casa, alieno            | 28               | 1996 |

### Edizioni Foxtrot
| Collana     | Volume | Titolo                                         | anno |
| ----------- | ------ | ---------------------------------------------- | ---- |
| Smile Books | vol. I | Agenzia Scacciamostri, “Venuti da altri mondi” | 1996 |